# Raimondas Rumšas
Raimondas Rumšas (Šilutė, 14 gennaio 1972) è un ex ciclista su strada lituano.
Professionista dal 1996 al 2004, vinse una edizione del Giro di Lombardia.

## Carriera
Passato professionista nel 1996 a 24 anni, dimostrò le doti di scalatore vincendo il Giro di Lombardia nel 2000, battendo allo sprint Francesco Casagrande, e la Vuelta al País Vasco nel 2001, gara che vinse anche grazie all'affermazione nella cronometro finale. Il suo miglior risultato fu il terzo posto al Tour de France 2002, concluso a 8'17" da Lance Armstrong e a solo un minuto dal secondo classificato, lo spagnolo Joseba Beloki, quando fu competitivo in tutte le tappe decisive.
Ha ottenuto risultati di rilievo anche negli altri Grandi Giri disputati, avendo chiuso al quinto posto la Vuelta a España 2000 e al sesto posto il Giro d'Italia 2003 (risultato successivamente revocato). Proprio dopo il giro 2003 venne sospeso per doping (EPO) e squalificato per un anno; successivamente prese parte ad alte gare professionistiche ma senza riuscire più tornare ai livelli precedenti alla squalifica.
Lasciata l'attività agonistica nel 2005, ha iniziato quella amatoriale, trovando spazio nell'ambiente delle granfondo italiane. Nel giugno 2005 viene arrestato a Lunata per importazione di medicinali proibiti a seguito di un mandato internazionale della procura di Bonneville. Il 2 maggio 2017 muore, colpito da malore, il figlio Linas, ciclista dilettante accasato presso il team toscano Altopack-Eppela.

## Palmarès
- 1992 (FranceTel-Multi Heat)

3ª tappa Tour de Pologne (Kielce > Wieliczka)
6ª tappa Tour de Pologne (Bielsko-Biała > Rybnik)
- 1994 (Dilettanti)

Classifica generale Międzynarodowy Wyścig Solidarności
Prologo Course de la Paix
- 1996 (Mróz, due vittorie)

Memoriał Andrzeja Trochanowskiego
3ª tappa, 1ª semitappa Wyścig Solidarności i Towarzystwa Olimpijczyków Polskich (Myślenice > Góra Chełm)
- 1997 (Mróz, due vittorie)

7ª tappa Commonwealth Bank Classic
5ª tappa Wyścig Solidarności i Towarzystwa Olimpijczyków Polskich (Przemysl > Krosno)
- 1998 (Mróz, sei vittorie)

1ª tappa Corsa della Pace (Poznań > Poznań)
4ª tappa Corsa della Pace (Legnica > Jested)
4ª tappa Hessen-Rundfahrt (Bad Karlshafen > Lauterbach)
3ª tappa Commonwealth Bank Classic
4ª tappa Commonwealth Bank Classic
13ª tappa Commonwealth Bank Classic
- 1999 (Mróz, tredici vittorie)

4ª tappa Prudencial Tour (Bristol > Swansea)
4ª tappa, 2ª semitappa Settimana Ciclistica Lombarda (cronometro)
Classifica generale Settimana Ciclistica Lombarda
6ª tappa Tour de Pologne (Szklarska Poręba > Karpacz)
7ª tappa Tour de Pologne (Piechowice > Karpacz, cronometro)
7ª tappa Commonwealth Bank Classic (Bateau Bay > Gosford)
11ª tappa Commonwealth Bank Classic (Wollongong > Nowra)
14ª tappa Commonwealth Bank Classic (Canberra > Canberra)
3ª tappa Corsa della Pace (Luhačovice > Pustevny)
5ª tappa Circuit des Mines (Trieux > Château de Malbrouck)
Prologo Bałtyk-Karkonosze Tour  (Koszalin, cronometro)
Classifica generale Bałtyk-Karkonosze Tour
Campionati lituani, Prova a cronometro
- 2000 (Fassa Bortolo, una vittoria)

Giro di Lombardia
- 2001 (Fassa Bortolo, quattro vittorie)

Campionati lituani, Prova in linea
Campionato dei paesi baltici
5ª tappa, 2ª semitappa Vuelta al País Vasco (Lasarte, cronometro)
Classifica generale Vuelta al País Vasco
- 2005 (una vittoria)

Campionati lituani, Prova a cronometro
- 2006 (una vittoria)

Campionati lituani, Prova a cronometro

### Altri successi
- 1992 (FranceTel-Multi Heat)

1ª tappa Tour de Pologne (Częstochowa, cronosquadre)
- 1993 (Dilettanti)

Wortegem - Petegem
- 1995 (Dilettanti)

GP Etienne de Wilde
- 1996 (Mróz)

3ª tappa Po Ziem Tour
4ª tappa Po Ziem Tour
Classifica generale Po Ziem Tour
Criterium di Wyszkow
Classifica scalatori Tour de Pologne
- 2003 (Lampre)

1ª tappa, 2ª semitappa Settimana Internazionale di Coppi e Bartali (Rimini, cronosquadre)

## Piazzamenti

### Grandi Giri
- Giro d'Italia

2003: 6º
- Tour de France

2002: 3º
- Vuelta a España

2000: 5º

### Classiche monumento
- Milano-Sanremo

2000: ritirato
2001: 29º
2003: 33º
- Liegi-Bastogne-Liegi

2000: 35º
2001: 6º
2002: 39º
2003: 42º
- Giro di Lombardia

2000: vincitore

### Competizioni mondiali
- Campionati del mondo

Oslo 1993 - In linea Dilettanti: 66°
Lugano 1996 - In linea: ritirato
Valkenburg 1998 - In linea: 9º
Verona 1999 - In linea: 26º
Verona 1999 - Cronometro: 16º
Plouay 2000 - In linea: 20º
Plouay 2000 - Cronometro: 23º
Lisbona 2001 - In linea: 74º
Verona 2004 - In linea: ritirato
- Giochi olimpici

Atlanta 1996 - In linea: ritirato
Sydney 2000 - In linea: 44º
Sydney 2000 - Cronometro: 22º